# Pisinna rekohuana
Pisinna rekohuana is een slakkensoort uit de familie van de Anabathridae. De wetenschappelijke naam van de soort is voor het eerst geldig gepubliceerd in 1933 door Powell.